# تناجر برتقالي لامع
تناجر برتقالي لامع (الاسم العلمي: Tangara cayana)، هو نوع من الطيور يتبع فصيلة التناجر ضمن رتبة العصفوريات.